# جان مارکو برتی
جان مارکو برتی (ایتالیایی: Gian Marco Berti؛ زادهٔ ۱۱ نوامبر ۱۹۸۲) تیرانداز اهل سان مارینو است.